# فراسدورف
فراسدورف (به آلمانی: Frasdorf) یک شهر در آلمان است که در بایرن واقع شده‌است.

## خصوصیات
فراسدورف ۳۲٫۷۲ کیلومترمربع مساحت دارد ۵۹۸ متر بالاتر از سطح دریا واقع شده‌است.